# Камагая
Камага́я (яп. 鎌ケ谷市 Камагая-си) — город в Японии, находящийся в префектуре Тиба. Площадь города составляет 21,11 км², население — 108 682 человека (1 августа 2014), плотность населения — 5148,37 чел./км².

## Географическое положение
Город расположен на острове Хонсю в префектуре Тиба региона Канто. С ним граничат города Касива, Сирои, Мацудо, Итикава, Фунабаси.

## Население
Население города составляет 108 682 человека (1 августа 2014), а плотность — 5148,37 чел./км². Изменение численности населения с 1980 по 2005 годы:
| 1980 | 76 157 чел.  |  |
| 1985 | 85 705 чел.  |  |
| 1990 | 95 052 чел.  |  |
| 1995 | 99 694 чел.  |  |
| 2000 | 102 573 чел. |  |
| 2005 | 102 812 чел. |  |

## Символика
Деревом города считается османтус, цветком — цветок груши грушелистной.